# 귀산
귀산(貴山, ? ∼602년)은 신라 진평왕 때의 무장이다. 사량부(沙梁部) 출신으로, 삼국사기에 열전이 남아 있다. 원광으로부터 세속 오계를 전수받은 인물이다.

## 생애
귀산은 아간(阿干) 무은(武殷)의 아들이었다. 어렸을 때 같은 부 출신의 추항(箒項)을 친우로 사귀어 두 사람은 서로 "우리는 사군자(士君子)와 교유하기로 기약하고, 먼저 마음을 바르게 하고 몸을 바로 잡지 않으면 장차 치욕을 면치 못할까 두려우므로 곧 어진 사람의 곁으로 가서 옳은 도리를 듣기로 하자"고 하였다.
이때 원광(圓光)법사가 수나라에서 돌아와 많은 사람들의 존경을 받고 있음을 듣고 귀산·추항 등 두 사람이 찾아가 계명을 청하여, 원광으로부터 세속오계(世俗五戒)를 받아, 이것이 화랑도의 기본 윤리가 되게 하였다. 당시 귀산이 살생유택(殺生有擇)에 대해 의문을 가지자 원광은 동물을 잡을 때에 봄, 여름에 잡지 말고, 어린 동물들을 잡지 말고, 꼭 필요한 만큼만 죽여야 한다며 구체적으로 설명해 주었다. 이에 귀산은 계명을 이해하고 물러갔다.
602년 백제가 아막성(阿莫城)에 침입해 왔다. 이에 진평왕은 파진찬 건품(乾品)과 귀산의 부친 무은 등을 파견하여 백제군을 물리쳤다. 이에 백제군은 천산(泉山)의 연못가에 매복하였다. 이후 군사가 돌아오는 길에 무은이 천산에 들어서자 백제군이 나타나 그를 떨어뜨렸다. 이에 귀산은 원광의 '임전무퇴' 계명을 상기하며 자기 말을 아버지에게 주어 그를 살렸다. 귀산이 용기를 내자 군사들도 용기를 내어 백제군을 격파하였다. 그러나 귀산과 추항도 큰 부상을 입어 결국 죽었다.
진평왕은 이들의 시체를 보고 통곡하며 예로써 장례를 지냈다. 귀산에게는 나마(奈麻), 추항에게는 대사(大舍)를 추증하였다.

## 같이 보기
- 세속 오계
- 원광
- 진평왕

## 참고 자료
- 삼국사기 귀산 열전